# Гласник (новине)
Гласник је лист који је излазио у периоду од 1919. године, за вријеме постојања Краљевине Срба, Хрвата и Словенаца. У почетку је излазио према потреби, а од јула 1919. године до краја 1920. једном недјељно. Послије 1920. излазио је само у вријеме избора.

## Историјат
Гласник је био привремени радикалски орган за Босанску Крајину. Лист је издавао регионални одбор Народне радикалне странке у Босанској Крајини. Лист су покренуле присталице Народне радикалне странке 27. априла 1919. у Бањалуци.
Главни разлог за издавање Гласника, је било јачање саме стране и њено што боље организовае на територији Босанске Крајине. Садржај Гласника Народне радикалне странке се углавном базирао на страначко политичке теме, док се за други садржај издвајало веома мало мјеста. У политичким, економским, социјалним и просвјетно-културним питањима лист је заступао ставове Народне радикалне странке, залажући се за централистичко унутрашње државно уређење, монархију са династијом Карађорђевића на челу, широке грађанске слободе, савремено рјешавање радничког питања, рјешавање аграрног питања на бази откупа кметских селишта.
Народна радикална странка је кроз Гласник, водила жустри рат са Демократском странком и њиховим новинама Држава, као и са хрватским Новим животом. Лист је оштро писао против босанске владе у Сарајеву, траписта, страног колонизованог елемента у БиХ, представника некадашње аустроугарске власти.